# اوبرهارز آم بروکن
شهر اوبرهارز آم بروکن (به آلمانی: Oberharz am Brocken) در ایالت زاکسن-آنهالت در کشور آلمان واقع شده‌است.